# Jens Sylvester Hvid
Jens Sylvester Hvid (Jens Simon Victor Sylvester Hvid; født 29. marts 1866 i Hundested, død 5. august 1928) var en dansk forretningsmand og pioner[kilde mangler] indenfor den danske reklamebranche. I 1899 startede han Danmarks første reklamebureau, Sylvester Hvid.
Jens Sylvester Hvid er far til Sven Sylvester Hvid.

## Referenceliste
1. ↑  Allan Mylius. Da reklamen var ung: historien om Sylvester-Hvid & Partners A/S og dermed historien om den danske reklamebranche. s. 23. ISBN 8798655124.
2. ↑  Pia Mahnfeldt. "100 år med Sylvester-Hvid". Dansk Markedsføring. Arkiveret fra originalen 13. november 2019. Hentet 13. november 2019.